# Aegoschema peruvianum
Aegoschema peruvianum är en skalbaggsart som beskrevs av Lane 1973. Aegoschema peruvianum ingår i släktet Aegoschema och familjen långhorningar. Inga underarter finns listade i Catalogue of Life.